# Маячний (Кувандицький міський округ)
Мая́чний (рос. Маячый) — селище у складі Кувандицького міського округу Оренбурзької області, Росія.

## Населення
Населення — 538 осіб (2010; 720 у 2002).
Національний склад (станом на 2002 рік):
- казахи — 57 %